# 日姓
日姓（賽夏語：Tanoherah或Tanohila）是汉族人和台灣賽夏族人共有的漢姓，源自賽夏族的射日神話，具有神聖的宗教性。清治時期1826年（道光六年），因擔任隘勇有功，賽夏族人被賜漢姓，成為化番。日治時期，曾改和姓日永、日田、日原、日高、日置、高橋等。日姓氏族只分布在南群各社的南賽夏人。
根據臺灣户政司民國107年（2018年）6月的數據，臺灣日姓人口共有246人，為全國姓氏人數排名第419名。

## 名人
- 搭羅拉和萊：始祖
- 日阿拐：南庄獅里興社頭目，抗日事件南庄事件領導人，本身為受賽夏族領養的閩南人。